# Nguyễn Văn Chính
Nguyễn Văn Chính (1 tháng 3 năm 1924 – 29 tháng 10 năm 2016), tên thật là Cao Văn Chánh, tên thường gọi là Chín Cần, là một nhà chính trị Việt Nam. Ông là Ủy viên Trung ương Đảng các khóa IV, V, VI, VII, từng giữ các chức vụ Phó Chủ tịch Hội đồng Bộ trưởng, Chủ tịch Hội Nông dân Việt Nam, Bộ trưởng Bộ Lương thực, Bí thư Tỉnh ủy Long An.

## Tiểu sử
- Quê quán: xã Tân Quý Tây, huyện Bình Chánh, Thành phố Hồ Chí Minh. Ông tham gia cách mạng năm 1945 và vào Đảng Cộng sản Việt Nam tháng 8 năm 1946.
- Từ tháng 2 năm 1945 đến năm 1948 ông tham gia phong trào Thanh niên Tiền phong, tham gia giành chính quyền tại Sài Gòn. Ông giữ các chức vụ Phó Bí thư chi bộ, Chủ nhiệm Việt Minh xã Tân Quý Tây, Chủ nhiệm Khu bộ Việt Minh Khu Phước Điền Thượng, huyện uỷ viên huyện Cần Giuộc.
- Từ tháng 12/1948 đến tháng 8/1954: ông làm Bí thư Huyện uỷ kiêm chính trị viên Huyện đội, huyện đoàn trưởng thanh niên cứu quốc huyện Cần Giuộc; Phó Bí thư huyện uỷ kiêm Chính trị viên Ban chỉ huy liên Huyện Cần Giuộc, Cần Đước, Nhà Bè (thuộc tỉnh Bà Rịa – Chợ Lớn).
- Từ tháng 8/1954 đến tháng 7/1957: ông làm Bí thư Huyện uỷ Cần Giuộc; Tỉnh uỷ viên rồi Ủy viên Thường vụ Tỉnh uỷ Chợ Lớn phụ trách binh vận; Phó Bí thư Tỉnh uỷ rồi Quyền Bí thư Tỉnh uỷ Chợ Lớn.
- Tháng 8/1957 đến tháng 11/1958: ông làm Phó Bí thư, Quyền Bí thư Tỉnh uỷ Chợ Lớn; Phó Bí thư Tỉnh uỷ Long An (gồm 2 tỉnh Chợ Lớn và Tân An).
- Tháng 12/1958 đến năm 1964: ông làm Bí thư Tỉnh uỷ Long An, Chính trị viên Ban chỉ huy Tỉnh đội.
- Tháng 6/1964 đến năm 1967: ông được bầu làm Ủy viên dự khuyết Khu uỷ Khu 8 (T2) kiêm Bí thư Tỉnh uỷ Long An; Trưởng ban Binh vận Khu uỷ, Ủy viên Quân khu uỷ phụ trách du kích chiến khu; Khu uỷ viên Khu 8 kiêm Bí thư Tỉnh uỷ Mỹ Tho (nay là tỉnh Tiền Giang).
- Tháng 12/1967: ông làm Bí thư kiêm chính uỷ phân khu 3 trực thuộc Trung ương Cục miền Nam, gồm các huyện phía Nam tỉnh Long An, thị xã Tân An, huyện Nhà Bè và các quận nội thành Sài Gòn (Quận 2, 4, 7, 8).
- Tháng 8/1970 đến năm 1973: ông làm Bí thư kiêm Chính uỷ phân khu 23 gồm tỉnh Long An, ba huyện: Nhà Bè, Bình Chánh, Tân Bình của Thành phố Hồ Chí Minh.
- Tháng 3/1973 đến tháng 6/1976: ông làm Phó Trưởng ban Tổ chức Trung ương Cục Miền Nam.
- Tháng 7/1976 đến tháng 4/1977: ông làm Phó Trưởng ban Tổ chức Trung ương.
- Tháng 4/1977 đến năm 1984: Ông làm Bí thư Tỉnh uỷ Long An.
- Ngày 24-1-1984 ông làm Bộ trưởng Bộ Lương thực (nay là Bộ Nông nghiệp và Phát triển Nông thôn) thay ông La Lâm Gia (Bảy Máy).
- Từ 16/2/1987 đến 10/5/1988 ông làm Phó Chủ tịch Hội đồng Bộ trưởng (nay là Phó Thủ tướng Chính phủ) kiêm Chủ nhiệm Ủy ban Thanh tra Nhà nước (nay là Tổng Thanh tra Chính phủ). Ngày 10/5/1988 ông Huỳnh Công Sổ, Phó Chủ nhiệm thứ nhất Ủy ban Thanh tra Nhà nước giữ chức Chủ nhiệm Ủy ban Thanh tra Nhà nước (đến 4/1989). Từ 4-1989 Ủy ban Thanh tra Nhà nước đổi tên là Thanh tra Nhà nước. Ông Nguyễn Kỳ Cẩm được cử làm Tổng Thanh tra Nhà nước từ tháng 4-1989.
- Tháng 5/1988 đến tháng 3/1992: ông làm Phó Trưởng ban thứ nhất Ban Tổ chức Trung ương.
- Tháng 3/1992 đến tháng 6/1998: ông là Ủy viên Trung ương Đảng, Chủ tịch Hội Nông dân Việt Nam.
- Ông nghỉ hưu từ 1 tháng 10 năm 2006.
- Ông nguyên là Ủy viên Trung ương Đảng các khoá IV, V, VI, VII. Đại biểu Quốc hội các khoá VIII, IX.
- Ông qua đời vào lúc 16h ngày 29/10/2016 tại Bệnh viện Thống Nhất, Thành phố Hồ Chí Minh, 92 tuổi.

## Giải thưởng
Với đóng góp đối với Nhà nước Việt Nam và Đảng Cộng sản Việt Nam, ông đã được trao tặng:
- Huy hiệu 70 năm tuổi Đảng
- Huân chương Hồ Chí Minh
- Huân chương Kháng chiến hạng Nhì
- Huân chương Kháng chiến chống Mỹ cứu nước hạng Nhất
- Huân chương Quyết thắng hạng Nhất

và nhiều giải thưởng cao quý khác.

## Gia đình
Một trong những con trai của ông là nhà nghiên cứu, dịch giả Cao Tự Thanh (tên thật Cao Văn Dũng).